# 北洋硝皮公司
北洋硝皮公司，是一个1898年成立于天津河北区的皮革公司。

## 概述
1898年（光绪二十四年）吴调卿出资在天津河北区创办，机器设备、原材料等绝大部分从德国进口，工人2000人左右，生产底革、面革，箱匣皮件以及军需品。1927年停工。1937年曾委托英商普丰洋行所属的河东公司代为保管，并一度悬挂英国国旗。不久售与日商钟渊株式会社，更名为公大第一制单厂。